# Morgan McMichaels
Thomas White, plus connu sous le nom de scène Morgan McMichaels, est une drag queen scotto-américaine,. Elle est principalement pour avoir participé à la seconde saison de RuPaul's Drag Race, ainsi qu'à la troisième saison de RuPaul's Drag Race: All Stars.

## Jeunesse et débuts
Thomas naît à Alexandria, en Écosse, d'un père écossais et d'une mère américaine, et passe son enfance en Écosse et aux États-Unis. Elle déménage de façon permanente à Los Angeles à 18 ans, et commence le transformisme en 2001. Sa drag mother est Chad Michaels, participante de la quatrième saison de RuPaul's Drag Race et gagnante de la première saison de RuPaul's Drag Race: All Stars.

## Carrière

### RuPaul's Drag Race

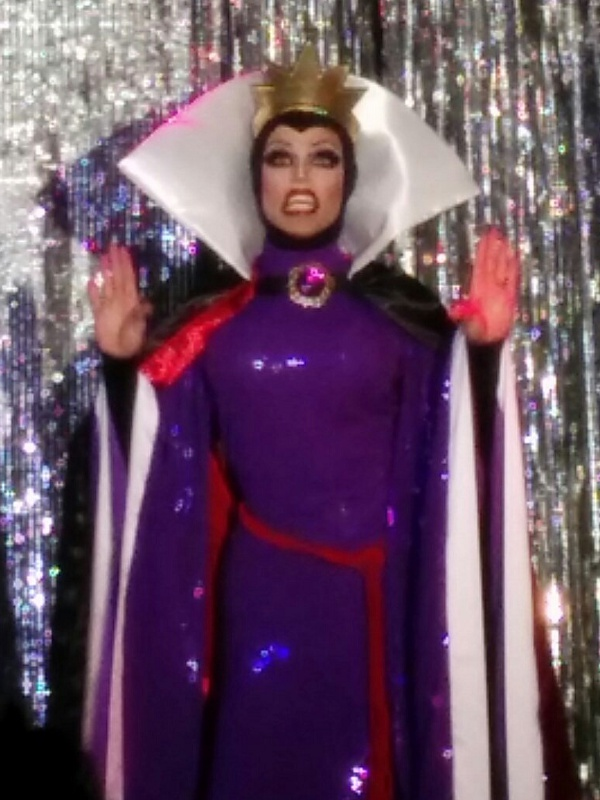
Performance de Morgan en Reine-sorcière.

En 2010, Morgan est annoncée comme l'une des candidates de la deuxième saison de RuPaul's Drag Race. Elle est éliminée après avoir perdu un lip-sync contre Sahara Davenport, se plaçant huitième.
Morgan participe également à la troisième saison de RuPaul's Drag Race: All Stars, où elle est éliminée en premier par BenDeLaCreme, à cause de la stratégie qu'elle avait annoncé. Elle réintègre l'émission lors du sixième épisode, sauvée par DeLa parmi les autres candidates éliminées — Thorgy Thor, Milk, Chi Chi DeVayne et Aja — mais est de nouveau éliminée dans l'épisode suivant par Shangela, se plaçant finalement cinquième,.

### AprèsDrag Race
En 2010, Morgan, avec d'autres candidates comme Raven, Jujubee, Pandora Boxx, Nina Flowers, Shannel ou Tammie Brown, participe à RuPaul's Drag U, une série annexe de RuPaul's Drag Race, en tant que "professeur" pendant trois épisodes. Elle reste pour la deuxième saison, où elle apparaît dans deux épisodes, ainsi que dans la troisième saison, pendant un épisode.
En dehors de projets liés à RuPaul's Drag Race, Morgan fait une apparition dans le clip de la chanson S&M de Rihanna en 2011. Le 11 avril 2013, Morgan est invitée dans un spectacle inspiré de SOS Tabatha à Riverside, en Californie, et tient le rôle de Tabatha le temps d'un lip-sync. Morgan fait également une apparition dans le clip des paroles de la chanson Applause de Lady Gaga avec d'autres drag queens. Elle est l'animatrice d'une émission WOWPresents appelée Living For The Lip Sync, où elle parle de vidéos de fans des lip-syncs d'anciennes candidates de RuPaul's Drag Race. Le premier épisode est diffusé le 4 septembre 2014 et l'émission se termine le 22 janvier 2015. Elle fait une apparition dans Entertainment Tonight pour parler de All Stars 3 en 2018. Elle apparaît avec Laganja Estranja, Farrah Moan et Jaidynn Diore Fierce dans le quatorzième épisode de la treizième saison de la version allemande de Top Model USA.

## Musique
Morgan sort son premier single, Why You Mad Who?, ainsi que son remix, le 3 février 2018. Morgan se produit sur le single durant le premier épisode de la troisième saison de RuPaul's Drag Race: All Stars. Elle sort un second single, Yazz Bitch, le 11 mai 2018.

## Polémique
Le 28 mai 2017, la gagnante de la deuxième saison de RuPaul's Drag Race, Tyra Sanchez, poste sur Facebook une publication annonçant la mort de Morgan McMichaels après une dispute avec une des drag sisters de Morgan. Cette dernière, refusant de se produire avec Tyra, essaya de se retirer du spectacle du soir même. Cependant, la gestion annula le spectacle de Tyra sans que Morgan ne soit mise au courant, motivant Tyra à s'attaquer à Morgan de la sorte. Morgan a répondu à Tyra dans un live Facebook critiquant ses actions.

## Vie privée
En octobre 2018, Thomas se casse le poignet en se défendant dans une altercation avec un homme qui claironnait être un nazi,.

## Filmographie

### Télévision
| Année     | Titre                                   | Rôle      | Notes                       |
| --------- | --------------------------------------- | --------- | --------------------------- |
| 2010      | RuPaul's Drag Race, saison 2            | Elle-même | Candidate — huitième place  |
| 2018-2019 | RuPaul's Drag Race All Stars, saison 3) | Elle-même | Candidate — cinquième place |